# Bilimbia
Bilimbia De Not. (grzezica) – rodzaj grzybów z rodziny odnożycowatych (Ramalinaceae). Ze względu na współżycie z glonami zaliczany jest do grupy porostów.

## Systematyka i nazewnictwo
Pozycja w klasyfikacji według Index Fungorum: Ramalinaceae, Lecanorales, Lecanoromycetidae, Lecanoromycetes, Pezizomycotina, Ascomycota, Fungi.
Synonimy nazwy naukowej: Biatora sect. Bilimbia (De Not.) Tuck., Biatorina sect. Bilimbia (De Not.) Stizenb.,
Lecidea sect. Bilimbia (De Not.) V. Claudel, H. Claudel & Harm.,
Lecidea subgen. Bilimbia (De Not.) Vain.,
Mycobilimbia Rehm, Rabenh. Krypt.-Fl.,
Myxobilimbia Hafellner,
Patellaria sect. Bilimbia (De Not.) Müll. Arg.,
Probilimbia Vain.,
Weitenwebera Opiz.
Nazwa polska według opracowania W. Fałtynowicza (utworzona dla synonimu Mycobilimbia).

## Niektóre gatunki
- Bilimbia lobulata (Sommerf.) Hafellner & Coppins 2004 – grzezica łatkowata, grzybośliz łatkowaty, garbatka łatkowata
- Bilimbia sabuletorum (Schreb.) Arnold 1869 – grzezica ziarnista, grzybośliz ziarnisty, kropnica ziarnista
- Bilimbia tetramera De Not. 1846 – grzezica czworaczka, grzezica brunatna, kropnica brunatna

Nazwy naukowe na podstawie Index Fungorum. Nazwy polskie według W. Fałtynowicza. Pominięto taksony nipewne.